# Rabou
Rabou är en kommun i departementet Hautes-Alpes i regionen Provence-Alpes-Côte d'Azur i sydöstra Frankrike. Kommunen ligger  i kantonen Gap-Campagne som ligger i arrondissementet Gap. År 2022 hade Rabou 90 invånare.

## Befolkningsutveckling
Antalet invånare i kommunen Rabou
Referens:INSEE